# بلعاء بن قيس الكناني
بلعاء بن قيس الليثي الكناني سيد بني بكر بن عبد مناة من قبيلة كنانة في الجاهلية وحفيد سيد قبيلة كنانة يعمر الشداخ، وأحد أشراف العرب وساداتهم وفرسانهم وشعرائهم وحكمائهم ورماتهم. أخوه الصحابي جثامة بن قيس الليثي الكناني.

## نسبه
- هو: أبو مساحق بلعاء بن قيس بن عبد الله بن وهب بن يعمر بن عوف بن كعب بن عامر بن ليث بن بكر بن عبد مناة بن كنانة بن خزيمة بن مدركة بن إلياس بن مضر بن نزار بن معد بن عدنان، اليعمري الليثي الكناني.

اسمه: حميضة، ولقب: بلعاء لقوله مرتجزا:

## حكمته
من خبره أنه قال لولده:
«يا بني، لا تفش سر صديق أو عدو، فإن السر أمانة عند الكريم؛ وإن غلب صاحب عن إخفائه فلا تغلب عن هتك ستره فيه!».

## شعره
من شعره في الحماسة:ديوان 
ومن شعره:
ومن شعره في الحكمة:
ويقول لطفيل بن مالك بن جعفر العامري بعد نزول بني ليث في نجد:
ومن شعره:
ومن شعره لسراقة بن مالك المدلجي الكناني سيد بني مدلج من كنانة:

## وفاته
مات قبل يوم الحُرَيرة وهو أحد أيام حرب الفجار بين كنانة وقيس عيلان.أصيب بالبرص عندما أسن فقيل: سيف الله صقله.

## وصلات خارجية
- بوابة الشعراء: ديوان بلعاء بن قيس الكناني